# Gerda Van Steenberge
 (juillet 2023).
Si vous disposez d'ouvrages ou d'articles de référence ou si vous connaissez des sites web de qualité traitant du thème abordé ici, merci de compléter l'article en donnant les références utiles à sa vérifiabilité et en les liant à la section « Notes et références ».
Gerda Van Steenberge, née le 27 novembre 1965 à Alost est une femme politique belge flamande, membre du Vlaams Belang.
Elle est licenciée en droit.

## Fonctions politiques
- conseillère communale à Erpe-Mere (2000-)
- sénateur fédéral (1999-2003)
- députée fédérale (2003-2004)
- députée au Parlement flamand :
  - du 6 juillet 2004 au 25 mai 2014